# زاسلاویه
زاسلاویه (به لاتین: Zaslawye) یک منطقهٔ مسکونی در بلاروس است که در منطقه مینسک واقع شده‌است. زاسلاویه ۱۴٫۲ کیلومتر مربع مساحت و ۱۴٬۴۰۰ نفر جمعیت دارد و ۲۱۱ متر بالاتر از سطح دریا واقع شده‌است.

## خواهرخوانده
شهرهای لودزا و سرپوخوف خواهرخوانده‌های زاسلاویه هستند.